# Leonhard Sattler
Leonhard Sattler (* 21. Mai 1676 in Altstädten im Allgäu; † 17. Oktober 1744 in St. Florian, Oberösterreich) war ein Barockbildhauer, der als Stiftsbildhauer in St. Florian tätig war.

## Leben

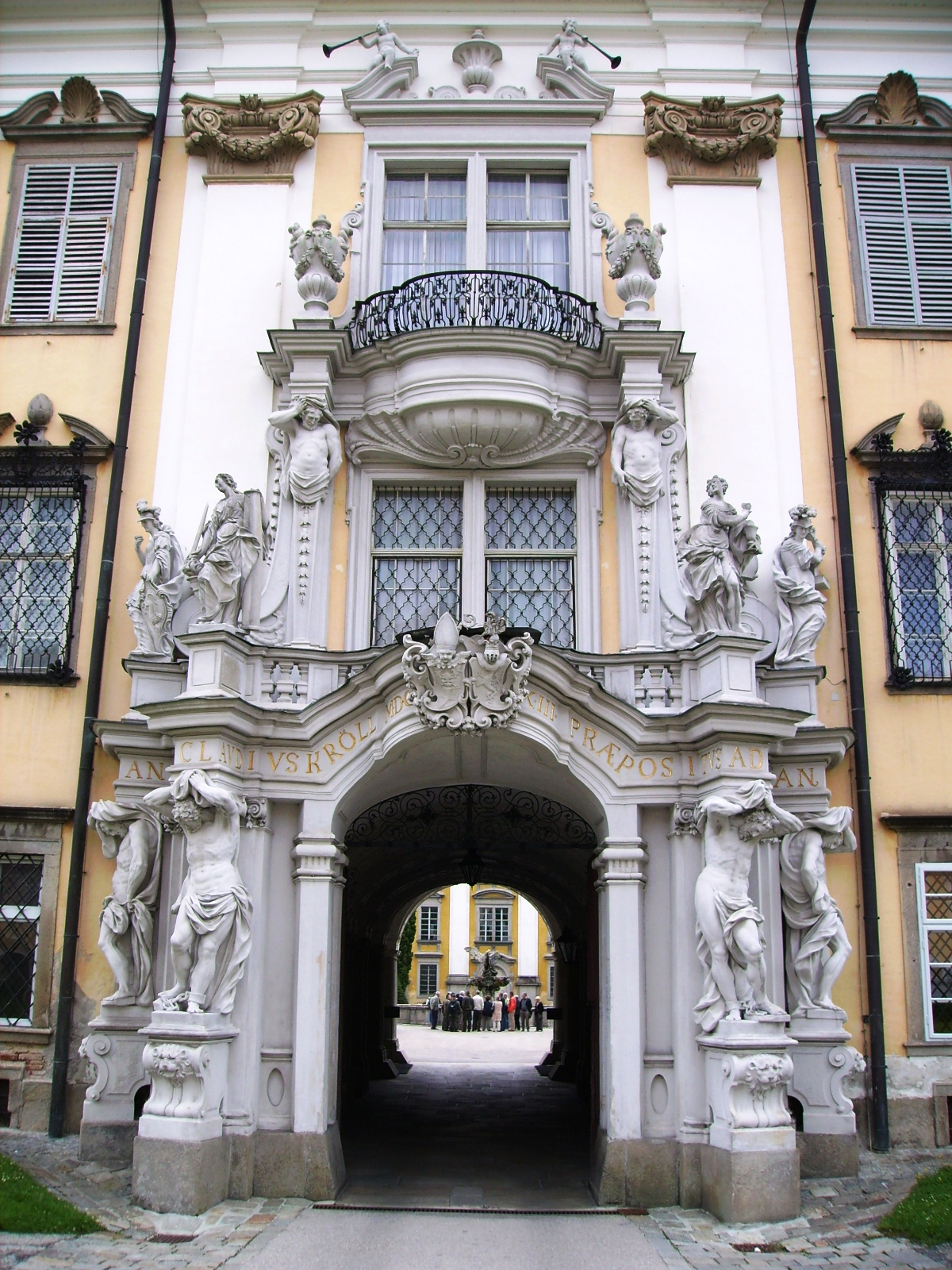
Stfitsportal, St. Florian

Leonhard Sattler wurde als Sohn von Leonhard und Agatha Sattler in Altstädten im Allgäu geboren. Über seine Ausbildung ist nichts bekannt, möglicherweise hat er in München gelernt und als Gehilfe Giovanni Giulianis in Wien gearbeitet. 1711 taucht er erstmals in den Archiven von St. Florian auf, als er als ausgebildeter Steinbildhauer das Stiftsportal gestaltete.
Am 16. Mai 1713 heiratete er in St. Forian Maria Anna Wözendorfer, deren Vater Georg Ratsbürger und Hutstepper in St. Florian war. Das Paar bekam 13 Kinder, von denen Johann Paul und Johann Jakob ebenfalls Bildhauer wurden. Leonhard Sattler war auch als Marktrichter tätig.
Sattlers Werke, die neben figuralen Plastiken auch Dekorationen und Möbel umfassen, sind fast ausschließlich im Dienste des Stiftes St. Florian entstanden. Sie zeigen deutlich die Einflüsse von Giovanni Giuliani in der Steinplastik und von Andreas Faistenberger in der Holzplastik.

## Werke

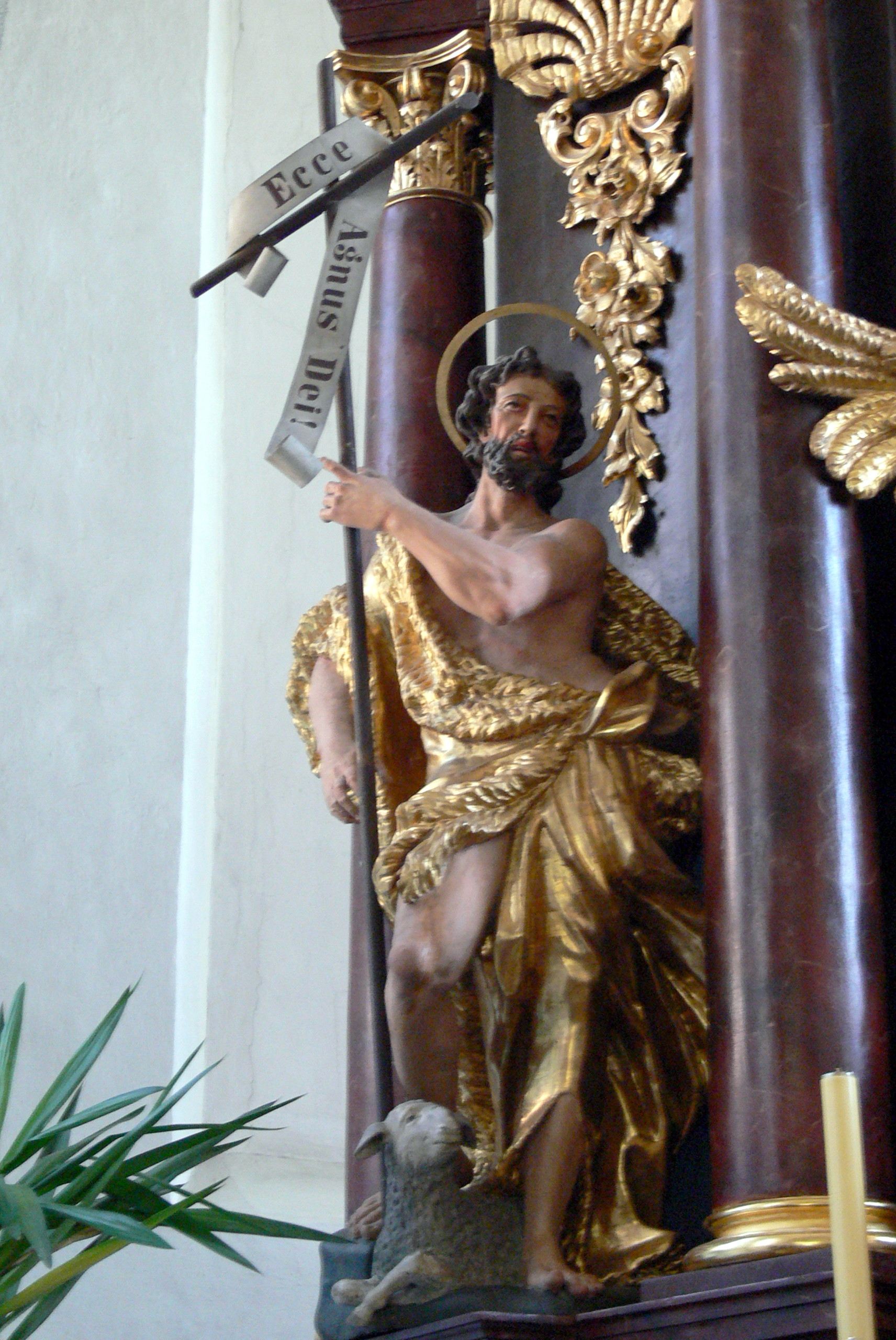
Johannes der Täufer, Hochaltar der Pfarrkirche Niederwaldkirchen

(im Stift St. Florian, wenn nicht anders angegeben)
- Stiftsportal, 1711–1713
- Statuen von vier Tugenden an der Stiege, 1714
- Zierelemente und Osterleuchter, Chor der Stiftskirche, 1717
- Statuen und Putti des Floriani- und Augustinusaltars der Stiftskirche, 1717–1718
- Altar der Kapelle in der Prälatur, 1718
- vierzehn Statuen für den Prälatengarten, 1720 (nicht erhalten)
- Hochaltar, Wallfahrtskirche Christkindl, 1720 (nach einem Entwurf Jakob Prandtauers)[1]
- Hochaltar, Pfarrkirche Niederwaldkirchen, 1722 (zugeschrieben)
- Statuen des hl. Johannes von Nepomuk am Meierhof und im Ort, 1724
- zwei Tische, Lavabo für die Sala Terrena, 1726
- Figuren des Johann-Nepomuk-Altars der Frauenkapelle, 1727
- Statuen der Diana und des Aktäon, Eingangsfassade des Jagdschlosses Hohenbrunn, 1729
- Atlanten am Eingangsportal, Palais Weißenwolff, Linz, um 1730
- Innenausstattung des Marmorsaals, 1731
- Ausgestaltung der Prälatensakristei, 1739–1741
- sitzende Tugenden über den beiden Portalen im Stiftshof von Seitenstetten, 1742